# Антошиха
Антошиха — село в Локтевском районе Алтайского края России. Входит в состав Масальского сельсовета.

## География
Расположен на юге края, вблизи границы с Казахстаном, на мелкосопочной равнине, у реки Пасека.
Климат
резко континентальный. Средняя температура января −17,2°С, июля +20,2°С. Годовое количество атмосферных осадков 365 мм.

## История
Основано в 1922 году.
В 1928 году посёлок Антошкинский состоял из 62 хозяйств. В административном отношении входил в состав Кучеровского сельсовета Локтевского района Рубцовского округа Сибирского края.

## Население
| 1926 | 1997 | 1998 | 1999 | 2000 | 2001 | 2002 | 2003 | 2004 |
| ---- | ---- | ---- | ---- | ---- | ---- | ---- | ---- | ---- |
| 365  | ↘175 | ↘167 | ↘160 | ↗166 | ↗169 | ↘168 | ↘165 | ↘155 |
| 2005 | 2006 | 2007 | 2008 | 2009 | 2010 | 2011 | 2012 | 2013 |
| ↘150 | ↗162 | ↘158 | ↘154 | ↘124 | ↘120 | ↘118 | ↘109 | ↘106 |

национальный состав
В 1928 году основное население — русские.
Согласно результатам переписи 2002 года, в национальной структуре населения русские составляли 91 % от 161 жителя.

## Инфраструктура
Основа экономики — сельское хозяйство.

## Транспорт
Село доступно по дороге общего пользования межмуниципального значения «а/д К-26 — Масальский — Антошиха» (идентификационный номер 01 ОП МЗ 01Н-2606) протяжённостью 14,500.